# Xã Harmony, Quận Stevens, Kansas
Xã Harmony (tiếng Anh: Harmony Township) là một xã thuộc quận Stevens, tiểu bang Kansas, Hoa Kỳ. Năm 2010, dân số của xã này là 116 người.